# Psammotettix crypticus
Psammotettix crypticus är en insektsart som beskrevs av Alexander Fyodorovich Emeljanov 1972. Psammotettix crypticus ingår i släktet Psammotettix och familjen dvärgstritar. Inga underarter finns listade i Catalogue of Life.